# 2495 Noviomagum
2495 Noviomagum è un asteroide della fascia principale. Scoperto nel 1960, presenta un'orbita caratterizzata da un semiasse maggiore pari a 1,9174993 UA e da un'eccentricità di 0,1027072, inclinata di 21,12251° rispetto all'eclittica.
È intitolato a Noviomagum, antica fortezza legionaria della provincia romana nella Germania inferiore, che corrisponde all'odierna città olandese di Nimega.